# Carlo Emanuele di Savoia-Nemours
Carlo Emanuele di Savoia-Nemours (Nanteuil, 12 febbraio 1567 – Annecy, 13 agosto 1595) era figlio di Giacomo di Savoia-Nemours e di Anna d'Este, vedova del Duca Francesco I di Guisa. In gioventù portò il titolo di Conte di Ginevra. Ottenne il Ducato di Nemours dal 1585 fino alla sua morte, durante le Guerre di Religione.

## Biografia
Carlo Emanuele fu duca in un periodo complesso ed estremamente confuso per la Francia, il che lo mise al centro di molti intrighi e malversazioni, soprattutto a causa delle relazioni della madre con la Casa di Guisa. Il Duca di Guisa era uno dei capi della Lega Cattolica opposta agli ugonotti, e Carlo Emanuele simpatizzava con la loro causa. Ad ogni modo, dopo l'assassinio del Duca Enrico di Guisa e di suo fratello, il Cardinale Luigi di Guisa, Carlo Emanuele venne imprigionato dagli ugonotti nel 1588, ma riuscì a fuggire.
Egli si impegnò quindi per diversi anni per combattere gli ugonotti; egli fu presente alla Battaglia di Arques nel 1589. Nello stesso anno, Carlo Emanuele fu Governatore di Parigi, dal momento che gli ugonotti, capeggiati da Enrico di Navarra stavano assediando la capitale francese. Durante l'assedio, il Re Enrico III di Francia morì, ed Enrico di Navarra si autodichiarò Re con il nome di Enrico IV. Carlo Emanuele fuggì, e si scontrò con il nuovo proclamato re nella Battaglia di Ivry del 1590, che sancì la definitiva sconfitta della Lega Cattolica.
Dopo la sconfitta, Carlo Emanuele ebbe forti discussioni con il fratellastro, alleato da lungo tempo di Carlo di Guisa, che aveva tentato di riconciliarlo con Enrico IV. Carlo Emanuele rinunciò al proprio governatorato nel Lionnese, che aveva rigettato per rendersi indipendente dalla corona di Francia. Egli, ad ogni modo, venne imprigionato nel Castello di Pierre-Scize dall'Arcivescovo di Lione. Di nuovo, Carlo Emanuele riuscì a sfuggire, e decise di attaccare Lione. L'intervento del Conestabile di Montmorency evitò questo attacco, e il suo tentativo di indipendenza fallì.
Egli morì a Annecy nel 1595, lasciando il Ducato di Nemour al proprio fratello Enrico.

## Ascendenza
|                                  |                  |                               | Genitori                        |  |  | Nonni |  |  | Bisnonni             |  |  | Trisnonni          |  |
|                                  |                  |                               |                                 |  |  |       |  |  | Filippo II di Savoia |  |  | Ludovico di Savoia |  |
|                                  |                  |                               |                                 |  |  |       |  |  | Filippo II di Savoia |  |  | Ludovico di Savoia |  |
|                                  |                  | Anna di Lusignano             |                                 |  |  |       |  |  | Filippo II di Savoia |  |  |                    |  |
| Filippo di Savoia-Nemours        |                  |                               |                                 |  |  |       |  |  | Filippo II di Savoia |  |  |                    |  |
|                                  |                  | Claudina di Brosse            | Giovanni II di Brosse           |  |  |       |  |  |                      |  |  |                    |  |
|                                  |                  | Claudina di Brosse            | Giovanni II di Brosse           |  |  |       |  |  |                      |  |  |                    |  |
|                                  |                  | Claudina di Brosse            | Nicoletta di Châtillon          |  |  |       |  |  |                      |  |  |                    |  |
| Giacomo di Savoia-Nemours        |                  | Claudina di Brosse            |                                 |  |  |       |  |  |                      |  |  |                    |  |
|                                  |                  | Luigi I d'Orléans-Longueville | Francesco d'Orléans-Longueville |  |  |       |  |  |                      |  |  |                    |  |
|                                  |                  | Luigi I d'Orléans-Longueville | Francesco d'Orléans-Longueville |  |  |       |  |  |                      |  |  |                    |  |
|                                  |                  | Luigi I d'Orléans-Longueville | Agnese di Savoia                |  |  |       |  |  |                      |  |  |                    |  |
| Carlotta d'Orleans-Longueville   |                  | Luigi I d'Orléans-Longueville |                                 |  |  |       |  |  |                      |  |  |                    |  |
|                                  |                  | Giovanna di Hochberg          | Filippo di Hochberg             |  |  |       |  |  |                      |  |  |                    |  |
|                                  |                  | Giovanna di Hochberg          | Filippo di Hochberg             |  |  |       |  |  |                      |  |  |                    |  |
|                                  |                  | Giovanna di Hochberg          | Maria di Savoia                 |  |  |       |  |  |                      |  |  |                    |  |
| Carlo Emanuele di Savoia-Nemours |                  | Giovanna di Hochberg          |                                 |  |  |       |  |  |                      |  |  |                    |  |
|                                  | Alfonso I d'Este | Ercole I d'Este               |                                 |  |  |       |  |  |                      |  |  |                    |  |
|                                  | Alfonso I d'Este | Ercole I d'Este               |                                 |  |  |       |  |  |                      |  |  |                    |  |
|                                  | Alfonso I d'Este | Eleonora d'Aragona            |                                 |  |  |       |  |  |                      |  |  |                    |  |
| Ercole II d'Este                 | Alfonso I d'Este |                               |                                 |  |  |       |  |  |                      |  |  |                    |  |
|                                  |                  | Lucrezia Borgia               | Papa Alessandro VI              |  |  |       |  |  |                      |  |  |                    |  |
|                                  |                  | Lucrezia Borgia               | Papa Alessandro VI              |  |  |       |  |  |                      |  |  |                    |  |
|                                  |                  | Lucrezia Borgia               | Vannozza Cattanei               |  |  |       |  |  |                      |  |  |                    |  |
| Anna d'Este                      |                  | Lucrezia Borgia               |                                 |  |  |       |  |  |                      |  |  |                    |  |
|                                  |                  | Luigi XII di Francia          | Carlo d'Orléans                 |  |  |       |  |  |                      |  |  |                    |  |
|                                  |                  | Luigi XII di Francia          | Carlo d'Orléans                 |  |  |       |  |  |                      |  |  |                    |  |
|                                  |                  | Luigi XII di Francia          | Maria di Clèves                 |  |  |       |  |  |                      |  |  |                    |  |
| Renata di Francia                |                  | Luigi XII di Francia          |                                 |  |  |       |  |  |                      |  |  |                    |  |
|                                  |                  | Anna di Bretagna              | Francesco II di Bretagna        |  |  |       |  |  |                      |  |  |                    |  |
|                                  |                  | Anna di Bretagna              | Francesco II di Bretagna        |  |  |       |  |  |                      |  |  |                    |  |
|                                  |                  | Anna di Bretagna              | Margherita di Foix              |  |  |       |  |  |                      |  |  |                    |  |
|                                  |                  | Anna di Bretagna              |                                 |  |  |       |  |  |                      |  |  |                    |  |